# California Saga/California
«California Saga/California» — песня американской рок-группы The Beach Boys в альбоме Holland 1973 года. Музыка и текст песни были сочинены ритм-гитаристом группы Аланом Джардином. Песня является третьей и заключительной частью сюиты «California Saga», которая была навеяна родным штатом группы, Калифорнией и рассказывает про её географию и природу. Вокалистом в песне является Майк Лав, кроме того, в записи песни принимали участие практически не присутствовавший на сессиях Брайан Уилсон и Брюс Джонстон, покинувший группу несколькими месяцами раннее.
«California Saga/California» была выпущена в качестве лид-сингла альбома в Великобритании (вместе с «Sail On, Sailor» на обратной стороне сингла) в феврале 1973 года, а затем была перемикширована и выпущена в качестве второго сингла альбома (с «Funky Pretty» на оборотной стороне) под новым названием «California Saga (On My Way to Sunny Californ-i-a)» в США. Песня заняла 37-е и 84-е места в британских и американских чартах соответственно, получив положительные отзывы критиков. В частности, журнал Record World отметил, что в песне «ощущаются отзвуки их многих хитов, которые дополнены знаменитыми гармониями».

## История создания
Идея создать концептуальный цикл песен возникла у Алана Джардина, который интенсивно изучал историю и культуру Калифорнии на момент записи альбома. По его словам, в ходе работы над песнями получилась «небольшая биографическая картина о Центральном побережье, происходящая во времена Стейнбека, а может быть, даже раньше». Когда Джардин переехал в Нидерланды для записи альбома и стал изучать Калифорнию со стороны, то то, что он увидел, «было настоящим открытием» для его воображения. Как он рассказывал позже, Калифорния «настолько богата, что в ней присутствуют самые разные истории, которые были воспеты „Пляжными Мальчиками“… прежде всего образ жизни Южной Калифорнии 1960-х годов. Так что я просто пошёл дальше и, после того, как я переехал в этот район, я открыл для себя совершенно другую Калифорнию». Также дополнительным фактором в создании песенного цикла можно считать тот факт, что все песни альбома, равно как и родительский альбом, были записаны и спродюсировны участниками группы в тот момент, когда у них присутствовало обостренное чувство тоски по родному штату.
В ходе работы над альбомом концептуальная сюита «California Saga» оформилась в три равноправные песни различного авторства: «California Saga/Big Sur», которая была написана Майком Лавом единолично и которая повествовала о провинциальной жизни в Северной Калифорнии возле заповедника Биг-Сур «California Saga/The Beaks of Eagles», которая также была написана Джардином вместе с его женой Линдой и была частично основана на одноимённом произведении калифорнийского поэта Робинсона Джефферса, а также «California Saga/California», которая изначально предполагалась к выпуску в качестве лид-сингла вместо «Sail On, Sailor».

### Текст песни
«Caifornia Saga/California» написана в размере 2
4 и по своей структуре состоит из вступления, трёх припевов (первый из которых идёт сразу после вступления) и трёх куплетов. Песня, как составная часть концептуальной сюиты про Калифорнию, рассказывает про географию и культуру штата, а также про его природные достопримечательности. Так, среди достопримечательностей Калифорнии в первом куплете упоминаются Монтерей возле одноимённого залива вместе с городом Морро-Бэй, в окрестностях которых растут кипарисы крупноплодные, а во втором куплете, помимо всего прочего, присутствуют долина Салинас, где происходит масштабная миграция вида бабочек Данаида монарх и которая обязана своим прославлением роману Джона Стейнбека «К востоку от рая». В свою очередь, сам писатель, также упоминаемый во втором куплете вместе с пуделем по кличке Чарли, отсылает к травелогу Стейнбека «Путешествие с Чарли в поисках Америки».
Третий и последний куплет рассказывает о предстоящем выступлении Кантри Джо Макдональда на музыкальном фестивале «Биг-Сур» в рамках концерта, на котором он «будет исполнять своё шоу и петь про свободу» и где люди «любят петь и делиться новообретённой свободой». Упоминание музыканта связано с тем фактом, что The Beach Boys выступали на четвёртом фестивале Биг-Сур вместе с группой Макдональда в октябре 1970 года. Само выступление The Beach Boys на фестивале Биг-Сур на выставочном центре округа Монтерей помогло утвердить их место как группы, исполняющий рок-н-ролл, а также их значимость как гастролирующей группы. Впоследствии менеджер Джек Райли утверждал, что их выступление на фестивале привело к тому, что их пригласили выступить в Карнеги-холле. Запись песни группы «Wouldn’t It Be Nice» была включена в концертный альбом Live at Big Sur Folk Festival.

## Запись
Инструментальный трек к «California Saga/California» был записан летом 1972 года в студии BBC 2 в голландской деревне Баамбрюгге, в провинции Утрехте. Затем, когда сессии продолжились уже в лос-анджелесской студии Village Recorder, участники группы записывали вокальные партии в период с конца сентября по начало октября, в том числе к этой песне. Продюсером песни стал Алан Джардин, а Стивен Моффитт выступил в качестве звукоинженера.
В «California Saga/California» присутствует Брайан Уилсон, который практически не появлялся во время записи альбома. Он появляется под начальные такты песни, напевая строчки «Я на пути в солнечную Калифорнию / Я на пути к очередному солнечному дню». Джардин вспоминал:

«Мы спустились в студию, чтобы сделать миксдаун. Вдруг он вошёл в студию и сказал: „Дайте мне микрофон“. Он просто вошёл. До этого я не видел его около месяца. Он подошел к микрофону и спел: „Я на пути в солнечную Калифорнию“. Затем он отошёл от микрофона и вышел из студии»
Оригинальный текст (англ.)We came down to the studio to do a mix-down so [Brian] could get home. Then suddenly, [he] came in and said, 'Give me a microphone.' He walked straight in. I hadn’t seen him for a month. He walked up to the microphone and started singing, 'I’m on my way to sunny Californ-i-a.' He then left the microphone and walked out.

Уилсон подтвердил эту историю, также добавив, что это та песня, которая «поднимет ваше настроение ввысь». Вокал Брайана в начале песни был записан в течение двух дней, 14—15 августа.
Брюс Джонстон, который к моменту записи альбома был уже бывшим участником группы, принял участие в записи бэк-вокала к песне. Он объяснял своё участие в интервью 2013 года так: "Мне пришлось прийти тайком и записать вокал. Эл сказал мне: «У меня есть трек „California Saga“ и я хочу, чтобы ты спел на нём». Это классная песня, и я спел на нем без указания своего участия".

## Выпуск и отзывы критиков
В Великобритании «California Saga/California» (с «Sail On, Sailor» на обратной стороне) была выпущена в качестве лид-сингла альбома в феврале 1973 года и достигла 37-го места в чарте UK Singles Chart. Биограф группы Марк Диллон предположил, что песня Джардина была выбрана в качестве сингла по той причине, что его обработка народной песни «Cotton Fields» 1970 года была самым свежим и популярным хитом группы в этой стране. В марте 1973 года члены группы перемикшировали песню и записали новый вокал к «California Saga/California» для выпуска сингла в США. Сингл был выпущен под названием «California Saga (On My Way to Sunny Californ-i-a)» в мае 1973 года (с «Funky Pretty» на обратной стороне) и достиг 84-го места в чарте Billboard Hot 100.
После своего выхода «California Saga/California» получила в основном положительные отзывы критиков. Джонни Абрамс, рецензент новостного музыкального сайта Rocksucker, написал: «…Со светом врывается потрясающе оптимистический припев, который плавно перетекает в „California“, веселую оду, написанную Элом, которая летит рядом с „Don’t Go Near the Water“ и встаёт вровень с „Cool, Cool Water“ с призывом „залезть в эту воду!“. Красноречиво убедительная лирика как бы повествует местным жителям про дом с блеском в глазах и тоскливым взглядом, тянущимся вдаль; и она запоминается настолько сильно, что люди, вероятно, уже ищут рейсы для отлёта…». В свою очередь Джим Миллер, обозреватель авторитетного музыкального журнала Rolling Stone, отметил, что декламация из «The Beaks of Eagles» удачно вписывается в «общее настроение саги, которая ведёт к джардиновской „California“, песне, которая воплотила всевозможные значимые грани The Beach Boys в восторженном слиянии „Cool, Cool Water“ и „California Girls“. Вступительный групповой вокал поражает, далее переходя в один из знакомых приёмов Майка Лава, а инструментальные партии составляют особое причудливое измерение благодаря банджо, педальной слайд-гитаре и губной гармошке, которые идут вслед за качающейся басовой линией. Даже явная отсылка к Джону Стейнбеку не помешает этой песне стать лучшим шансом The Beach Boys обрести первый радио-хит с момента прошлогоднего провала „Marcella“ Брайана».

## Персонал
Кредиты предоставлены от Крейга Словински, Джона Броуда, Уилла Крерара и Джошилин Хойзингтон.
The Beach Boys:
- Майк Лав — вокал и бэк-вокал
- Брайан Уилсон — вступительный вокал
- Алан Джардин — бэк-вокал, банджо, двенадцатиструнная гитара, продюсер
- Блонди Чаплин — электрогитара (с педалью wah-wah[англ.])
- Карл Уилсон — бэк-вокал, орган Хаммонда B-3, синтезатор Moog
- Рики Фатаар[англ.] — барабаны, педальная слайд-гитара

Приглашённые музыканты:
- Брюс Джонстон — бэк-вокал
- Чарльз Ллойд[англ.] — флейта
- Фрэнк Мэйз — баритон-саксофон, аранжировка труб
- неизвестные музыканты — тенор-саксофон, две трубы, губная гармошка

## Позиции в хит-парадах
Еженедельные чарты:
| Хит-парад (1973)                   | Наив. поз. |
| ---------------------------------- | ---------- |
| США (Billboard Hot 100)            | 84         |
| Великобритания (UK Singles Charts) | 37         |

## Комментарии
1. ↑  За исключением «Sail On, Sailor», которая была записана целиком в калифорнийской студии Village Recorder[англ.], а также вокальных партий к инструментальным трекам остальных песен.
2. ↑  Изначально песня была написана и записана во время сессий к Surf’s Up и предназначалась для данного альбома, однако было принято решение убрать её из трек-листа.
3. ↑  Макдональд также состоял в группе Country Joe and the Fish, с которой он выступал на фестивале в качестве вокалиста и одного из гитаристов, однако сама группа в тексте не упоминается.
4. ↑  На языке оригинала строчки звучат следующим образом: с англ. I’m on my way to sunny California / I’m on my way to spend another sunny day